# José María García
|  | Per a altres significats, vegeu «José María García (desambiguació)». |

José María García (Madrid, 13 de novembre de 1943) és un periodista espanyol. Després d'estudiar periodisme, es va iniciar professionalment a Ràdio Espanya, amb el programa Nosotros los jóvenes. Més endavant, va passar per Ràdio Madrid i Ràdio Popular i, en premsa escrita, pel diari Pueblo. En 1964 és contractat per Televisió Espanyola, on col·labora en els programes Hoy es noticia (1964), Nosotros (1968), Ayer domingo (1971) y 24 horas (1971-1972). Posteriorment, treballà a la ràdio als programes Hora 25 de la cadena SER. i Supergarcía en la hora cero, que es va emetre successivament a Antena 3 Radio, Cadena Cope, i Onda Cero.
Es va caracteritzar per la seva àcida crítica a tot allò que ell considerava injust, tant dintre com fora del món de l'esport. Durant molts anys va ser el número u d'audiència en les nits de la ràdio espanyola i la seva estirada va fer que molts altres programes, que s'emetien a continuació, saltessin també a la fama, com, per exemple, Polvo de Estrellas de Carlos Pumares. En els seus últims anys de marxa, l'aparició del programa El larguero de José Ramón de la Morena en la SER li va arrabassar un nombre considerable d'audiència fins a perdre el lideratge de la ràdio esportiva nocturna. Va fer famoses diversos estirabots, que emprava cada nit en el seu programa, com la frase " ¡Ojo al dato! ", " el tiempo es ese juez insobornable que da y quita razones", " Televisión Española, la mejor televisión de España " (quan només hi havia un sol canal), "esto es de juzgado de guardia", "caducos y trasnochados", "tribuletes de pesebre" o "el deporte español está lleno de estómagos agradecidos, lametraserillos y abrazafarolas".
Va mantenir dures disputes amb personatges rellevants de l'esport, tant esportistes com dirigents o periodistes, com Pablo Porta Bussoms (president de la RFEF) que el van dur a estar cada vegada més aïllat en el món esportiu. Després d'abandonar Antena 3 Ràdio el 1992, just abans dels Jocs Olímpics de Barcelona 1992, en ser adquirida l'emissora pel grup PRISA, presidida per Jesús de Polanco (un dels principals adversaris mediàtics de García), va continuar periple per la COPE i després per Onda Cero, on va compaginar el seu programa amb la direcció de l'àrea de continguts esportius de tot el que en aquell moment era el Grup Telefònica (mitjans de comunicació), és a dir: Onda Cero, Antena 3 TV i Via Digital.
Per diferents enfrontaments amb la direcció del Grup Telefònica, que, al seu torn, per aquelles dates havia sofert una remodelació en la cúpula directiva, decideix abandonar de forma misteriosa tota vida pública en el mes d'abril de 2002. El 2006 es coneix que el periodista havia estat retirat del món de la comunicació pel fet que patia un càncer, del qual actualment s'ha restablert. Recentment ha mostrat la seva disposició a reprendre el seu treball si es donen les condicions adequades. El 22 de febrer de 2007 una entrevista seva amb Jesús Quintero en TVE -en la qual abocava dures crítiques a José María Aznar (per propiciar el monopoli multimèdia il·legal del grup PRISA), Federico Jiménez Losantos, Florentino Pérez Rodríguez, Ernesto Sáenz de Buruaga, entre altres- va ser censurada per la direcció de l'ens, segons García, a causa de la influència de Florentino Pérez.
L'any 2010 va tornar a la ràdio com a col·laborador del programa El món a RAC1, dirigit per Jordi Basté, amb una intervenció al mes, de franc.